# Michel Richard Delalande
Michel Richard Delalande [de Lalande] (ur. 15 grudnia 1657 w Paryżu, zm. 18 czerwca 1726 w Wersalu) – francuski organista i kompozytor okresu baroku.
Specjalizował się w sinfoniach tworzonych dla króla Ludwika XIV znanych jako: "Simphonies pour les Soupers du Roy". Komponował także muzykę do baletów i motety. Współczesnymi mu kompozytorami byli: Jean-Baptiste Lully i François Couperin.
Delalande był nauczycielem muzyki królewskich córek i kapelmistrzem orkiestry Kaplicy Królewskiej (Chapelle royale) od roku 1683 do śmierci w roku 1726.